# Broen over floden Kwai
Broen over floden Kwai (originaltitel: The Bridge on the River Kwai) er en engelsk krigsfilm om 2. verdenskrig fra 1957. Den er finansieret af amerikanske interesser og er baseret på den franske forfatter Pierre Boulles bog: Le Pont de la Rivière Kwaï. Den er instrueret af David Lean og har Alec Guinness, Sessue Hayakawa, Jack Hawkins og William Holden i hovedrollerne. Den blev filmet primært i Ceylon nu Sri Lanka nær Kitulgala med ganske få scener i England. Det er en meget britisk krigsfilm; den amerikanske skuespiller William Holden er kun med for at give filmen en bredere appel specielt i Amerika og for at tilgodese dem, som finansierede filmen. De kvindelige bærere blev tilføjet for at der skulle være et større kvindeligt islæt.

## Historisk akkuratesse
Det i stort omfang fiktive filmplot er baseret på konstruktionen i 1943 af en af jernbanebroerne over Mae Klong-floden – omdøbt til Khwae Yai i 1960'erne ved Tha Makham fem kilometer fra den thailandske by Kanchanaburi. Navnet "Kwai" er for øvrigt en skrivefejl af oversættelsen "khwae" fra thai-skrifttegn til latinske bogstaver, khwae betyder biflod. Den var et led i den thailandske og burmesiske jernbanelinje fra Bangkok i Thailand til Rangoon, Burma (nu Myanmar) for at understøtte den japanske okkupation af Burma. Omkring 100.000 tvangsudskrevne asiatiske arbejdere og 12.000 krigsfanger døde under hele projektet. Den originale 415 km lange strækning, også benævnt Death Railway (da. Dødens jernbane), blev lukket i 1947, men en sektion mellem Nong Pla Duk i Ratchaburi og Nam Tok i Kanchanaburi blev genåbnet 10 år senere. Dødens jernbane er ansøgt optaget som World Heritage Site.
Selvom lidelserne i forbindelse med bygningen af Burma-jernbanen er sande, er de begivenheder, som vises i filmen, for det meste fiktive. Forholdene var langt værre. Den rigtige øverste allierede officer på broen var Lieutenant Colonel Philip Toosey. Nogle mener, at filmen er en  parodi på Toosey. På et BBC Timewatch program, gør en tidligere krigsfange gældende, at det er usandsynligt, at en mand som den fiktive Nicholson kunne værre blevet lieutenant colonel; og at han, hvis han var, ville være blevet "stille elimineret" af de andre fanger. Julie Summers skriver i sin bog: The Colonel of Tamarkan, at Pierre Boulle, som havde været krigsfange i Thailand, skabte den fiktive Nicholson-karakter som en blanding af sine erindringer om kollaborerende franske officerer. 
Toosey var meget forskellig fra Nicholson og var bestemt ingen kollaboratør, som følte, han havde pligt til at samarbejde med japanerne. Toosey gjorde faktisk så meget som muligt for at forsinke konstruktionen af broen. Medens Nicholson vender sig mod alle former for sabotage og andre overlagte forsøg på at forsinke udførelsen, opmuntrede Toosey til det: Hvide myrer blev indsamlet for at æde trækonstruktionerne, og betonen blev blandet dårligt. 
Nogle af personerne i filmen har navne efter rigtige personer, som var indblandet i Burma-Jernbanen. Hverken deres roller eller karakter ser ud til at være portrætteret ordentligt. For eksempel var Sergeant-Major Saito næstkommanderende i lejren. I filmen er en oberst af samme navn øverstkommanderende. I virkeligheden blev Saito respekteret af sine fanger for – i sammenligning med andre – at være barmhjertig og fair over for dem; Toosey forsvarede ham senere i krigsforbryder-retssagen mod ham efter krigen, og de to blev venner.
Ødelæggelsen af broen som vist i filmen er fuldstændig fiktiv. I virkeligheden blev der bygget to broer: en midlertidig træbro og en permanent stål- og betonbro et par måneder senere. Begge broer blev brugt i to år, inden de blev ødelagt af allierede bomber. Stålbroen blev repareret og er stadig i brug.

## Priser

### Oscars
| Award                      | Person                                      |
| Bedste instruktør          | David Lean                                  |
| Bedste mandlige hovedrolle | Alec Guinness                               |
| Bedste fotografering       | Jack Hildyard                               |
| Bedste film                | Sam Spiegel                                 |
| Bedste klipning            | Peter Taylor                                |
| Bedste musik               | Malcolm Arnold                              |
| Bedste filmatisering       | Carl Foreman* Michael Wilson* Pierre Boulle |
| Nomineret:                 |                                             |
| Bedste mandlige birolle    | Sessue Hayakawa                             |

(* – Hædret posthumt i 1984.

### Andre Priser
- BAFTA Award for Best Film
- Golden Globe Award for Best Motion Picture – Drama
- New York Film Critics Circle Awards for Best Film
- Directors Guild of America Award for Outstanding Directorial Achievement in Motion Pictures (David Lean, Assistants: Gus Agosti & Ted Sturgis)
- Golden Globe Award for Best Director – Motion Picture  (David Lean)
- New York Film Critics Circle Awards for Best Director  (David Lean)
- Golden Globe Award for Best Actor – Motion Picture Drama  (Alec Guinness)
- New York Film Critics Circle Awards for Best Actor  (Alec Guinness)

### Andre nomineringer
- Golden Globe Award for Best Supporting Actor – Motion Picture  (Sessue Hayakawa)
- Grammy Award for Best Soundtrack Album, Dramatic Picture Score or Original Cast (Malcolm Arnold)

### Anerkendelse
- Filmen er blevet udvalgt til inkludering i De Forenede Staters National Film Registry.
- Den blev rangeret no. 13 i AFI's 100 Years... 100 Movies.
- Den blev rangeret no. 14 i AFI's 100 Years... 100 Cheers.
- Den blev rangeret no. 58 i AFI's 100 Years... 100 Thrills.